# Гимназия № 30 (Минск)
Гимназия № 30 имени Героя Советского Союза Бориса Семёновича Окрестина — государственное учреждение образования города Минска. Расположена в Советском районе. Носит имя советского лётчика, Героя Советского союза Бориса Окрестина.

## История
Общеобразовательная средняя школа № 65 была основана 13 августа 1959 года решением исполнительного комитета Минского городского совета депутатов трудящихся. В те годы здание школы было расположено в Ворошиловском районе города Минска по улице Чапаева, 4.
С 1959 года по 1962 год первым директором школы была Синкевич Эмма Людвиговна. Педагогический коллектив состоял из 57 учителей. Здание школы было рассчитано на 920 мест, а обучалось в ней 957 учащихся. Занятия проходили в две смены.
С 1962 года по 1975 год директором школы был человек с удивительной и сложной биографией - Сиваков Григорий Тихонович. До начала Великой Отечественной войны он работал учителем. С 1941 года по 1946 год был на фронте. С октября 1947 года по 1949 год – слушатель Республиканской партийной школы. С сентября 1953 года по 1959 год работал директором ШРМ № 25, СШ № 33 и № 54 города Минска. С марта 1959 года по 1962 год работал заведующим Минским ГОРОНО.
13 октября 1966 года Постановлением Совета Министров БССР средней школе №65 было присвоено имя Героя Советского Союза летчика Бориса Семеновича Окрестина.
6 ноября 1974 года у здания средней школы № 65 г. Минска в торжественной обстановке был открыт мемориал, посвященный летчикам-героям, павшим в боях за Беларусь.
1 сентября 1977 года СШ №65 переехала вновое здание. С тех пор адрес школы стал ул.Куйбышева д.79, к.2.
30 июля 2009 года средняя общеобразовательная школа № 65 на основании решения Минского городского исполнительного комитета № 1809 была переименована в государственное учреждение образования «Гимназия №30 г. Минска имени Героя Советского Союза Б.С. Окрестина».

## Образовательный процесс
Структура учебного заведения включает разделение на три этапа:
- Начальная школа (1—4 классы)
- Гимназические классы (5—9)
- Гимназические классы по направлению — гуманитарное (10—11)

В 2015-16 учебном году в начальных классах обучалось 439 детей, в гимназических — 654.
Внеклассная работа включает театральные, литературные, музыкальные кружки, экономические студии, клубы, занятия по декоративно-прикладному искусству.

## Преподавательский коллектив
Директора:
- Сенкевич Эмма Людвиговна (1959—1962);
- Сиваков Григорий Тихонович (1962—1975);
- Силич Юлиан Юлианович (1975—1981);
- Долгушина Раиса Яковлевна (1981—1984);
- Шабанович Борис Иванович (1984—1996);
- Рудаковский Николай Константинович (1996—2004);
- Орловская Ирина Ивановна (с 2004).
- Разин Максим Александрович (с 1941).

В гимназии работает 117 педагогов, из них:.
- 43 педагогов имеет высшую квалификационную категорию,
- 32 педагога имеют первую квалификационную категорию,
- 19 педагога имеют вторую квалификационную категорию.

Директор гимназии И.И. Орловская – Отличник образования Республики Беларусь;
- 3 педагога награждены Почетными грамотами Министерства образования;
- 9 педагогов награждены Грамотами Министерства образования;
- 17 педагогов награждены Почетными грамотами комитета по образованию;
- 4 педагога награждены Грамотой комитета по образованию.

## Музей Боевой и Трудовой славы
Музей Боевой и Трудовой славы гимназии № 30 г.Минска имени Героя Советского Союза Б.С.Окрестина посвящен пяти летным экипажам, 13 летчикам-героям Великой Отечественной, которые погибли в начальный период войны во время оборонительных боев за Минск, Могилев летом 1941 года и летом 1944 года в период наступательной операции «Багратион».